# Castello di Cariseto
Il castello di Cariseto è una fortificazione, situata nell'omonimo borgo, piccola frazione di Cerignale, in provincia di Piacenza. Situato sul crinale sinistro della val d'Aveto, in una posizione dominante.

## Storia
Le prime notizie del castrum risalgono al 1052, quando Enrico III il Nero lo concesse al monastero di San Paolo di Mezzano, che in seguito ne infeudò i Malaspina. Nel 1164 Federico Barbarossa ne investì Obizzo Malaspina, pro suo magnifico et praeclaro servitio, con altre terre in Lunigiana, val Trebbia, valle Staffora e Aveto. Tre anni più tardi, venendo da Roma e trovando che i Pontremolesi sbarravano la strada di Monte Bardone, il Barbarossa dovette affidarsi al marchese Obizzo che, per pericolosi sentieri, gli fece valicare l'Appennino e lo portò in salvo a Pavia. L'antica strada passava da Orezzoli, Cariseto, Oneto, Ponte Organasco e il passo del Brallo per cui l'imperatore potrebbe essere stato ospite del castello. Nel 1167 Piacenza obbligò il marchese ad aderire alla Lega Lombarda e a cedere al Comune i castelli di Cariseto, Croce, Pietra Corva e Oramala. Altre citazioni ci provengono da una bolla del papa Celestino III del 1195 in favore del monastero di Mezzano, la località viene citata anche in un privilegio di Federico II di Svevia del 1220. Negli anni che seguirono passò ai Da Mileto, poi nel 1251 tornò ai Malaspina, nel 1266 passò alla linea di Mulazzo che nel 1540 lo vendette per 9653 scudi d'oro ai Fieschi.

### La congiura dei Fieschi
Sei anni dopo a Genova vi fu la congiura dei Fieschi, di cui erano alleati gli uomini di Cariseto, Gerolamo Fieschi cercò di resistere alle truppe genovesi comandate da Paolo Moneglia, che colpirono il castello con le bombarde, ma vista l'impossibilità di sopportare il bombardamento fuggirono di notte attraverso un tunnel  che portava nel bosco. Con l'aiuto del piacentino Gian Francesco Nicelli si portarono in salvo, al di là dell'Aveto, nello stato Farnesiano avversario dei Doria. Quando molti feudi, per decreto imperiale, passarono ai Doria anche Cariseto passò ai Doria rimanendovi fino all'abolizione della feudalità nel 1797.

### Gli statuti
Gli Statuti di Cariseto e dei feudi della val Trebbia sono una raccolta di norme che regolavano la vita della val d'Aveto nel XIV secolo, stabilendo i rapporti dei diritti e doveri tra signori, uomini e villani. Sono conservati nell'archivio Doria Pamphili di Roma.

## Struttura
L'edificio, costruito su uno sperone roccioso che domina il piccolo gruppo di case, era compreso tra due possenti torrioni a base circolare. Oggi rimane il muraglione centrale e i basamenti delle torri, messi in sicurezza mentre i camminamenti, la scala e le transenne, realizzati in legno sono molto danneggiati ed è vietato l'accesso.Il Comune di Cerignale sta avviando un progetto per renderli nuovamente accessibili al pubblico.